# Македония под сръбска власт и правата на малцинствата
„Македония под сръбска власт и правата на малцинствата“ (на френски: La Macédoine Sous la Domination Serbe et les Droits des Minorites) е книга, създадена от Националния комитет на Съюза на македонските емигрантски организации в 1926 година. Книгата цели да запознае международната общественост с положението на македонските българи във Вардарска Македония под сръбска власт.